# Mars 2013 en sport
Pour un article plus général, voir 2013 en sport.
Cette page concerne l'actualité sportive du mois de mars 2013

## Faits marquants
- 8 au 10 mars, WRC : le Rallye du Mexique 2013 est remporté par Sébastien Ogier et Julien Ingrassia.
- 16 mars : ALMS : les 12 Heures de Sebring 2013 sont remportées par Marcel Fässler, Benoît Tréluyer et Oliver Jarvis sur une Audi R18 e-tron quattro du Audi Sport Team Joest.
- 17 mars : Première course de la saison en Formule 1 avec le Grand Prix automobile d'Australie 2013 remporté par Kimi Räikkönen sur Lotus-Renault.
- 24 mars : Formule 1 : le Grand Prix automobile de Malaisie 2013 est remporté par Sebastian Vettel sur Red Bull-Renault.
- 31 mars et 1er avril : les coupes de Pâques à Nogaro sont le cadre des premières courses du nouveau championnat FIA GT Series. Sébastien Loeb et Álvaro Parente remportent la course de qualification puis Edward Sandström et Frank Stippler la course principale.

## Décès
- 1er mars : Don Scott[1] (boxe anglaise)
- 1er mars : Sammy Guillen[2] (cricket)
- 2 mars : Hans Schnitger[3] (hockey sur gazon)
- 2 mars : Bryce Rope[4] (rugby à XV)
- 2 mars : Yórgos Kolokythás[5] (basket-ball)
- 3 mars : Rik de Saedeleer[6] (football)
- 3 mars : Luis Alberto Cubilla[7] (football)
- 4 mars : George Petherbridge[8] (football)
- 4 mars : Seki Matsunaga[9] (football)
- 5 mars : Calvin Fowler[10] (basket-ball)
- 6 mars : Dick Graham[11] (football)
- 7 mars : Sabine Bischoff[12] (escrime)
- 7 mars : Jan Zwartkruis[13] (football)
- 8 mars : Haseeb Ahsan[14] (cricket)
- 8 mars : Kai Pahlman[15] (football)
- 8 mars : Hartmut Briesenick[16] (athlétisme)
- 10 mars : František Gregor[17] (hockey sur glace)
- 10 mars : Jim Anderson[18] (hockey sur glace)
- 14 mars : Mirja Hietamies[19] (ski de fond)
- 15 mars : Felipe Zetter[20] (football)
- 17 mars : François Sermon[21] (football)
- 20 mars : George Lowe[22] (alpinisme)
- 21 mars : Aníbal Paz[23] (football)
- 21 mars : Pietro Mennea[24] (athlétisme)
- 21 mars : Ernest Chapman[25] (aviron)
- 22 mars : Ray Williams[26] (basket-ball)
- 22 mars : Jim Lloyd[27] (boxe anglaise)
- 22 mars : Fred Jones[28] (football)
- 27 mars : Hjalmar Andersen[29] (patinage de vitesse)
- 28 mars : Boris Strel[30] (ski)
- 28 mars : Soraya Jiménez[31] (haltérophilie)
- 30 mars : Samueli Naulu[32] (rugby à XV)
- 31 mars : Ronnie Ray Smith[33] (athlétisme)